# أندريا مونترميني
أندريا مونترميني (بالإيطالية: Andrea Montermini)‏ مواليد 30 مايو 1964 في ساسولو، إيطاليا، هو سائق فورملا 1 إيطالي بدأ مسيرته الاحترافية سنة 1994. كان أول سباق له هو جائزة إسبانيا الكبرى 1994. خاض خلال مسيرته 29 سباقاً.

## سباقات شارك فيها
- لو مان 24 ساعة
- البطولة الأمريكية لسباق السيارات

## روابط خارجية
- أندريا مونترميني على موقع DriverDB.com (الإنجليزية)
- أندريا مونترميني على موقع CONI honoured athlete website (الإيطالية)